# Dewey & LeBoeuf
Дью́и энд ЛеБо́ф (англ. Dewey & LeBoeuf) — крупная международная юридическая фирма, учреждённая в 2007 году в результате слияния фирм «Дьюи Баллантайн» (Dewey Ballantine) и «ЛеБоф, Лам, Грин и МакРей» (LeBoeuf, Lamb, Greene & MacRae). 28 мая 2012 года фирма объявила о банкротстве и самоликвидации. 29 офисов фирмы находились в 14 странах. Крупнейший офис фирмы был в г. Нью-Йорке.

## История
«Дьюи энд ЛеБоф» была образована 1 октября 2007 года в результате слияния фирмы «Дьюи Баллантайн» (Dewey Ballantine) (в начале 2007 года насчитывала около 500 юристов, работающих в 12 офисах по всему миру) и фирмы «ЛеБоф, Лам, Грин и МакРей» (в начале 2007 года насчитывала около 650 юристов, работающих в 19 офисах по всему миру).
В 2008 году образованная в результате слияния фирма оптимизировала свои офисы на небольших юридических рынках, ссылаясь на реорганизацию, перераспределение ресурсов и неблагоприятные условия на рынке. «Дьюи энд ЛеБоф» закрыла офисы в Джэксонвилле (Флорида), Остине (Техас) и Шарлотте (Северная Каролина). Фирма объявила о намерении открыть новые офисы в Абу-Даби (ОАЭ) и Катаре в 2009 году.

### «Дьюи Баллантайн»
В 1909 году три выпускника юридического факультета Гарвардского университета — Гренвилл Кларк (Grenville Clark), Фрэнсис Бёрд (Francis W. Bird) и Элиу Рут-младший (Elihu Root, Jr.), сын нью-йоркского сенатора Элиу Рута (бывшего военного министра США (1899—1904) и бывшего государственного секретаря США (1904—1909)), решили учредить юридическое партнёрство на Уолл-стрит, названное «Рут, Кларк и Бёрд» (Root, Clark & Bird). Опираясь на связи старшего Рута, молодые юристы смогли получить доступ в высокие финансовые круги и вскоре создали преуспевающую юридическую практику. В 1913 году фирма слилась с фирмой «Бакнер и Хоуланд» (Buckner & Howland) (незадолго до того основанной Эмори Бакнером (Emory Buckner)), образовав фирму под названием «Рут, Кларк, Бакнер и Хоуланд» (Root, Clark, Buckner & Howland).
В 1920-е годы в фирму пришёл Артур Баллантайн (Arthur A. Ballantine), который до этого стал первым юристом Налоговой службы США в 1918 году. Вместе с Эмори Бакнером он управлял фирмой в 1920-е и 1930-е годы. Во время Великой депрессии фирма процветала, переориентировавшись с традиционного для неё судебного направления на банкротства и реорганизации, а затем воспользовавшись преимуществами Нового курса для формирования преуспевающей практики в сфере регулирования. Фирма также построила практику в области корпоративного права, оказывая юридические услуги таким крупным клиентам как AT&T и Standard Oil. Её штат вырос с 8 до 74 юристов, был открыт второй офис в Вашингтоне. В это время в фирме работали Генри Френдли (Henry Friendly) и Джон Маршалл Харлан II.
В 1946 году шесть партнеров, включая Генри Френдли, ушли из фирмы, учредив юридическую фирму Cleary, Friendly, Gottlieb & Steen — предшественницу фирмы «Клири Готтлиб Стин энд Гамильтон» (Cleary Gottlieb Steen & Hamilton).
В 1955 году отработавший три срока губернатором Нью-Йорка и проигравший кандидат в президенты США Томас Дьюи стал партнёром фирмы, которая стала именоваться «Дьюи, Баллантайн, Бушби, Палмер и Вуд» (Dewey, Ballantine, Bushby, Palmer & Wood). Под руководством Дьюи и Баллантайна фирма привлекла новых клиентов, таких как General Motors, Morgan Stanley и Mobil Oil.
В начале 2007 года в Dewey Ballantine трудились около 500 юристов в 12 офисах по всему миру. После неудачной попытки слияния с фирмой «Оррик, Херрингтон энд Сатклифф» (Orrick, Herrington & Sutcliffe) в начале 2007 года, 1 октября того же года Dewey Ballantine объединилась с фирмой LeBoeuf, Lamb, Greene & MacRae.

### «ЛеБоф, Лам, Грин и МакРей»
Фирма LeBoeuf, Lamb, Greene & MacRae была учреждена в 1929 году и слилась с фирмой Dewey Ballantine в 2007 году. В начале 2007 года в расположенных по всему миру 19 офисах фирмы LeBoeuf, Lamb, Greene & MacRae работало около 650 юристов. Фирма заслужила известность в мире своей работой в области энергетики и страхования.

## Известные дела из практики фирмы
Группа юристов фирмы с партнерами Джеффри Кесслером (Jeffrey Kessler), Марко Консонни (Marco Consonni) и Дэвидом Фехером (David Feher) на безвозмездной основе представляла интересы Оскара Писториуса, южноафриканского легкоатлета с ампутированными ногами, который добивался права на участие в беге на 400 м на Летних Олимпийских играх 2008 года, но получил отказ Международной ассоциации легкоатлетических федераций (IAAF).
Фирма защищала владельца клуба «Даллас Маверикс» миллиардера Марка Кьюбана (Mark Cuban) от обвинений в инсайдерских сделках со стороны Комиссии по ценным бумагам и биржам США. Кьюбан разместил краткую информацию о своём деле в своём блоге: http://blogmaverick.com/.